# Alojzy Młynarek
Alojzy Młynarek (ur. 1923 w Poznaniu, zm. 1988 tamże) – polski leśnik (dr inż.) i działacz ochrony przyrody.

## Życiorys
Ukończył leśnictwo na Uniwersytecie Poznańskim (1948). Pracował jako adiunkt w Nadleśnictwie Babki. Następnie był zastępcą nadleśniczego w Czerniejewie i Rawiczu oraz nadleśniczym w Kórniku i Jasnym Polu. Od 1954 do 1957 był Naczelnym Konserwatorem Przyrody, a od 1957 do 1975 pierwszym dyrektorem Wielkopolskiego Parku Narodowego, gdzie zorganizował administrację, rozwinął prace badawcze, m.in. zakładając pracownię naukową oraz zainicjował przebudowę drzewostanów. W latach 1975–1979 był głównym specjalistą ds. ochrony środowiska w Okręgowym Zarządzie Lasów Państwowych w Poznaniu. Kierował organizacją Muzeum Leśnictwa w Gołuchowie (od 1979 był tam sekretarzem rady naukowej). Od 1982 był docentem w Instytucie Gospodarki Przestrzennej i Kształtowania Środowiska Akademii Ekonomicznej w Poznaniu. Działał w Naczelnej Organizacji Technicznej, Polskim Towarzystwie Leśnym oraz Lidze Ochrony Przyrody. Pisał publikacje naukowe z zakresu hodowli lasu i ochrony przyrody, a także popularnonaukowe materiały przyrodnicze. 